# Honda VTR 1000F
Honda VTR 1000F je sportovně cestovní motocykl, vyvinutý firmou Honda, vyráběný v letech 1997–2007.

## Popis
Sportovně cestovní model je vybaven kapalinou chlazeným V-dvouválcem s rozvodem DOHC o objemu 996 cm³, šestistupňovou převodovkou se spojkou v olejové lázni, sekundárním rozvodem ozubeným řetězem, bočním chladičem a kyvnou vidlicí na bloku motoru.
Konkurenci představují Suzuki TL 1000, Aprilia SL 1000 Falco, Ducati ST3 nebo Triumph Sprint ST.

## Historie modelu
Od roku 1999 byly montovány nové, stříbrné ráfky. V roce 2001 byl zvětšen objem nádrže z 16 na 19 litrů, ale model pro americký trh – SuperHawk, nikdy nádrž většího objemu nepoužíval.

## Technické parametry
- Rám: mostový z lehkých slitin
- Suchá hmotnost: 192 kg
- Pohotovostní hmotnost: kg
- Maximální rychlost: 255 km/h
- Spotřeba paliva: 6,9 l/100 km

## Galerie

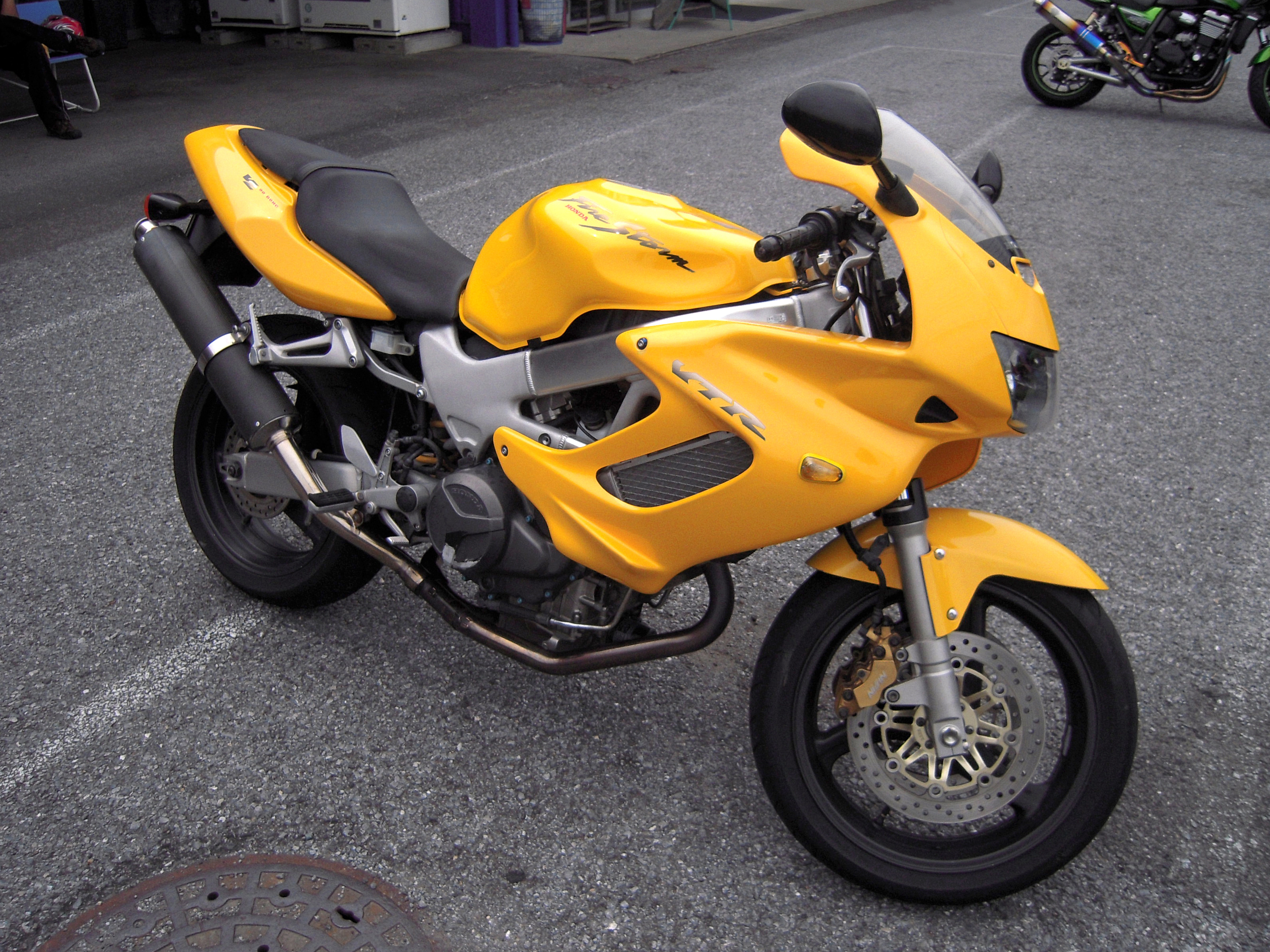
VTR 1000F (1997)
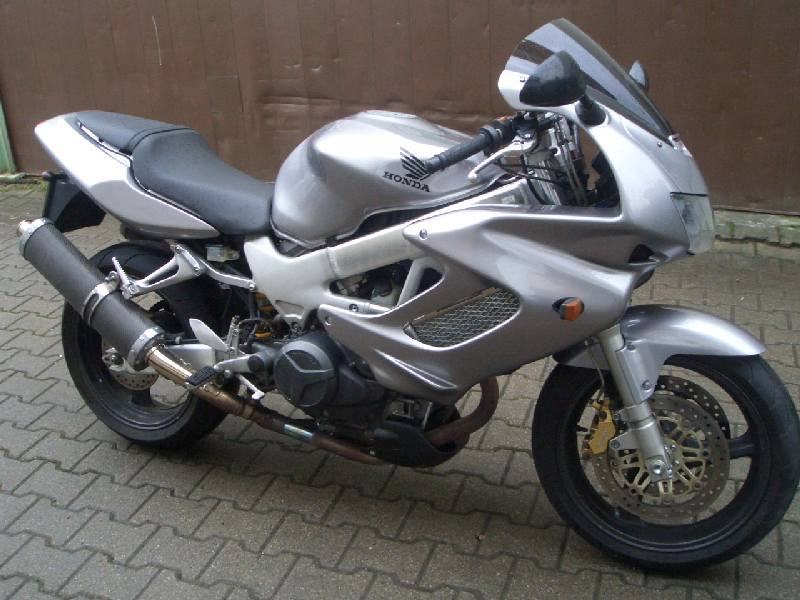
VTR 1000F (1999)
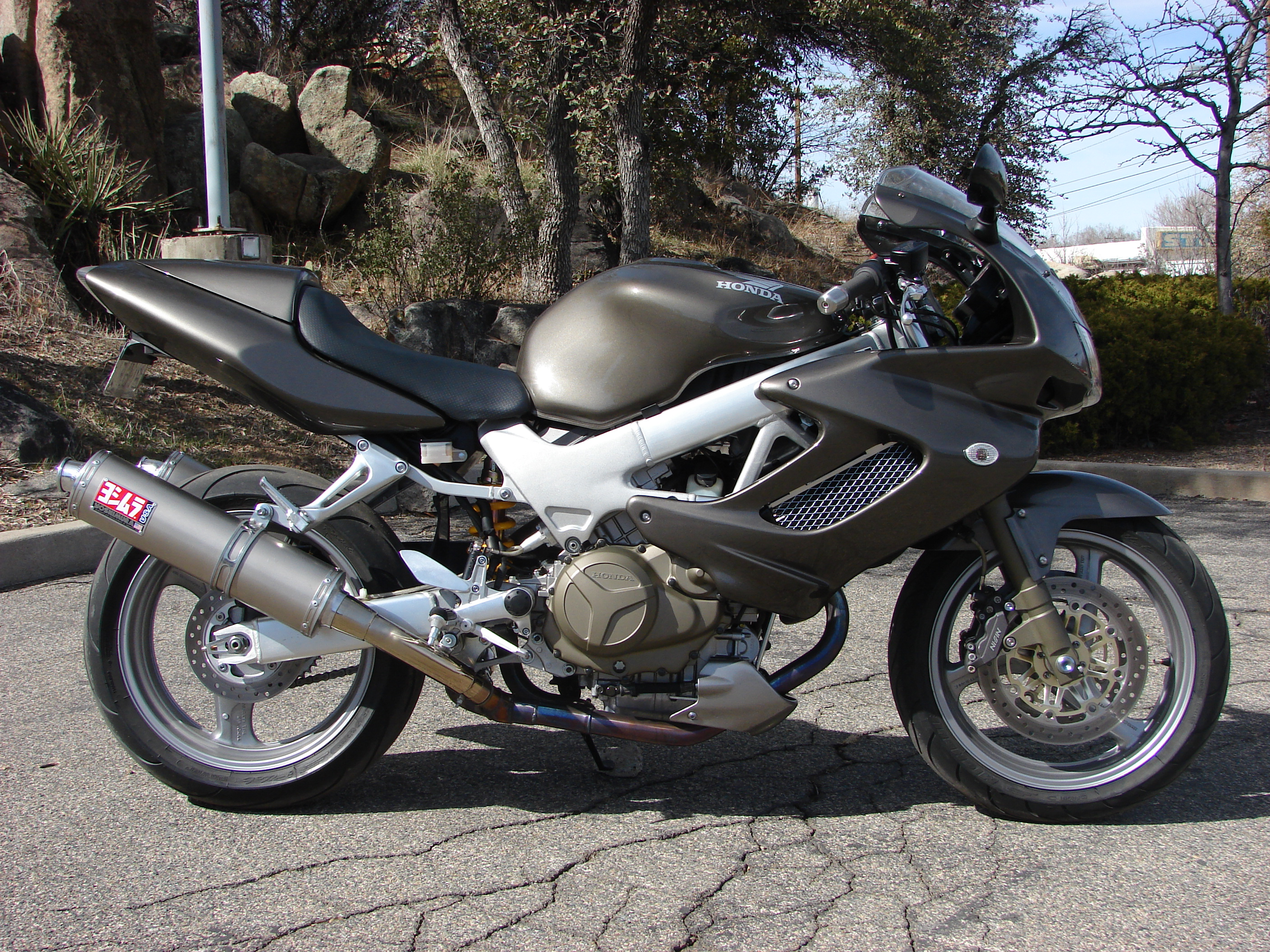
VTR 1000F (2005)